# 恋ははかなく (短編映画)
『恋ははかなく』（こいははかなく、Solid Serenade）は、1946年8月31日に公開された『トムとジェリー』シリーズの短編映画作品。日本においてはパブリックドメインである。

## あらすじ
とある豪邸に住む雌ネコのトゥードルスに恋したトム。トムはその家の番犬・キラーを物ともせずロープで縛り上げ、ウッドベースでブルースを弾き語りしながら彼女を口説く。
しかし豪邸の郵便受けにはジェリーの家があった。うるさく響き渡るトムの歌声とウッドベースに安眠を妨害された上に家中はメチャメチャに。怒ったジェリーはトムにアイロン入りのパイを投げつけ、キラーのロープを解いてしまう。告白中に散々からかわれていたキラーは仕返しとばかりにトムに襲いかかる。トムはキラーの猛攻を回避しつつ、またその片手間にトゥードルスへの告白もこなしつつ、忙しないジェリーとの追いかけっこを繰り広げる。ついにジェリーを犬小屋に追い詰めたトムだったが、中にいたキラーにぶちのめされるのであった。
その後、再びトゥードルスに捧ぐウッドベースの弾き語りが始まったのだが、奏でるのはキラーとジェリー。トムは弦のようにベースに張られ、彼らのなすがままに「演奏」されてしまうのだった。

## 登場キャラクター
トム
トゥードルスを口説こうとウッドベースを奏でながら歌う。やがて騒音に怒りアイロン入りパイを投げつけたジェリーを追いかけるが自身もキラーに追い回される羽目に。最後はジェリーの策略によりキラーの小屋に誘い込まれてボコボコにされ、ウッドベースの胴体に縛り付けられた。
ジェリー
今作では郵便受けの中に住む。トムのウッドベース演奏と歌声による騒音で安眠を妨害され家中の物も壊されたことで堪忍袋の緒が切れ、強引にトムの演奏を止めさせる為にアイロン入りパイをトムに投げつける。これをきっかけに追いかけっこが始まり、トムに身動きを封じられていたキラーを解放しトムを追いかけさせる。最後はウッドベースの胴体にトムを縛り付けるお仕置きでとどめを刺した。
キラー(スパイク)
トゥードルスの家で飼われている番犬。トムに縄で縛られるも、ジェリーが縄をほどいたのをきっかけにトムを追いかけ反撃。やがてトムを自身の小屋に追い詰めてボコボコにした後、ジェリーと共にトムの体を弦代わりにウッドベースを奏でた。この時点では「スパイク」という名前は明確に与えられていなかった。
トゥードルス
ウッドベースの弾き語りで告白に現れたトムを出迎える。最後はトムがウッドベースの胴体に縛り付けられ、ジェリーとキラーが演奏している様子を2階から眺めていた。

## スタッフ
- 監督 - ウィリアム・ハンナ、ジョセフ・バーベラ
- 製作 - フレッド・クインビー
- 共同製作 - ウィリアム・ハンナ、ジョセフ・バーベラ(全員クレジット無し)
- 脚本 - ウィリアム・ハンナ、ジョセフ・バーベラ(全員クレジット無し)
- 原画 - ケネス・ミューズ（英語版）、エド・バージ（英語版）、マイケル・ラー、レイ・パターソン(クレジット無し)、ピーター・バーネス（英語版）(クレジット無し)
- 音楽 - スコット・ブラッドリー
- 彩色・現像 - テクニカラー
- 録音プロセス - ウェスタン・エレクトリック
- 制作 - メトロ・ゴールドウィン・メイヤー・カートゥーン・スタジオ（英語版）
- 配給 - メトロ・ゴールドウィン・メイヤー

## 補足
劇中にトムが歌っているのはルイ・ジョーダンの『Is You Is or Is You Ain't My Baby』のアレンジである。
初公開時、最も有名な赤色のトムとジェリーのタイトルカードが初めて用いられた作品である。